# Gramado dos Loureiros

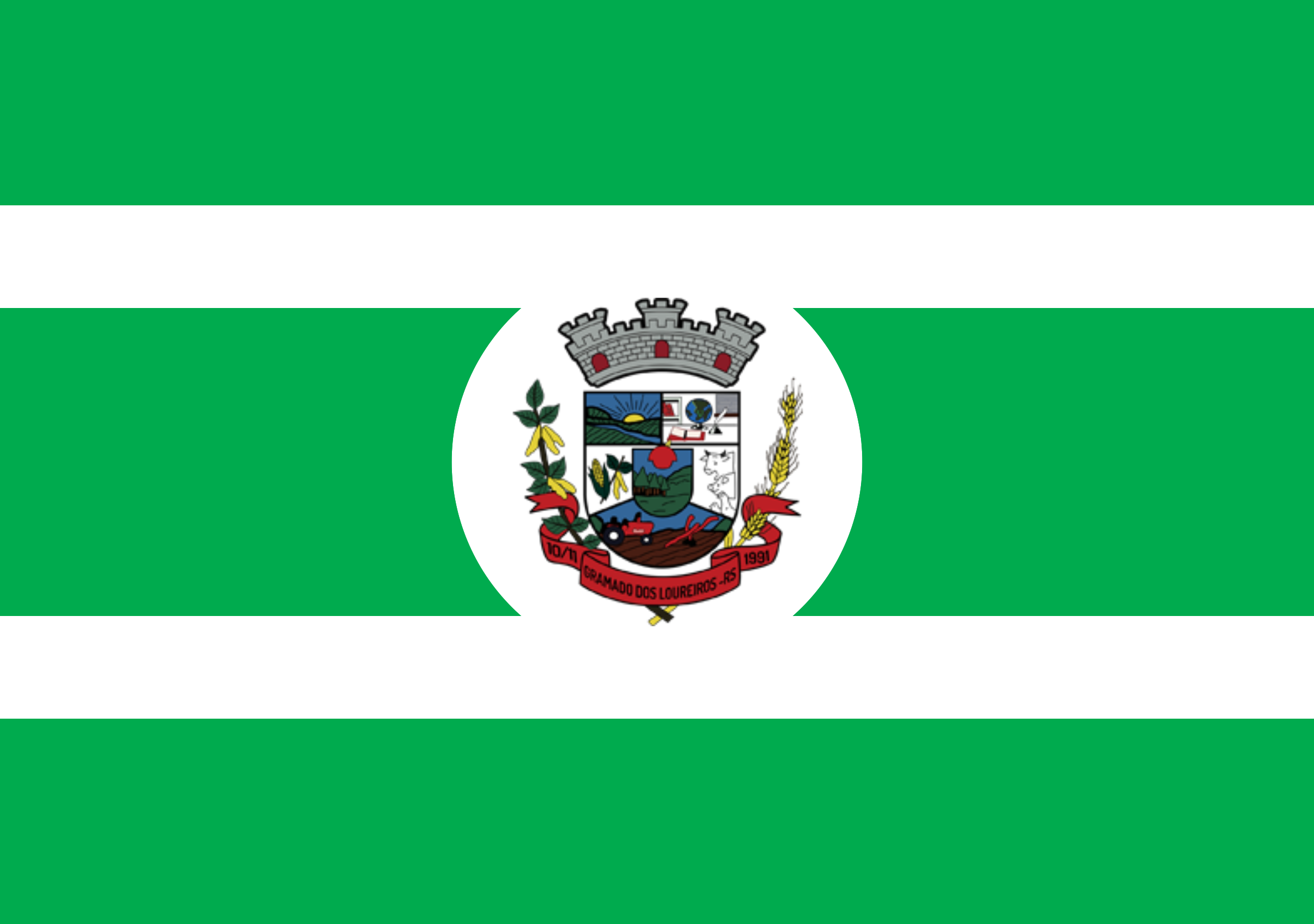
Bandera de Gramado dos Loureiros.

Gramado dos Loureiros es un municipio brasileño del estado de Rio Grande do Sul.
Se encuentra ubicado a una latitud de 27º26'38" Sur y una longitud de 52º55'03" Oeste, estando a una altitud de 520 metros sobre el nivel del mar. Su población estimada para el año 2004 era de 2.486 habitantes.
Ocupa una superficie de 141,73 km².
- Datos: Q1786434
- Multimedia: Gramado dos Loureiros / Q1786434